# Pentobarbital
Pentobarbital – organiczny związek chemiczny z grupy barbituranów, stosowany jako lek nasenny i uspokajający (ATC N05CA). Jest objęty Konwencją o substancjach psychotropowych z 1971 roku (wykaz III). W Polsce jest zaliczona do substancji psychotropowych grupy III-P.
Związek ten używany jest w niektórych stanach USA do wykonywania wyroków kary śmierci. Jest substancją czynną preparatu Morbital stosowanego do eutanazji psów i kotów.